# Natació al Campionat del Món de natació de 2009 – 50 metres lliure femení

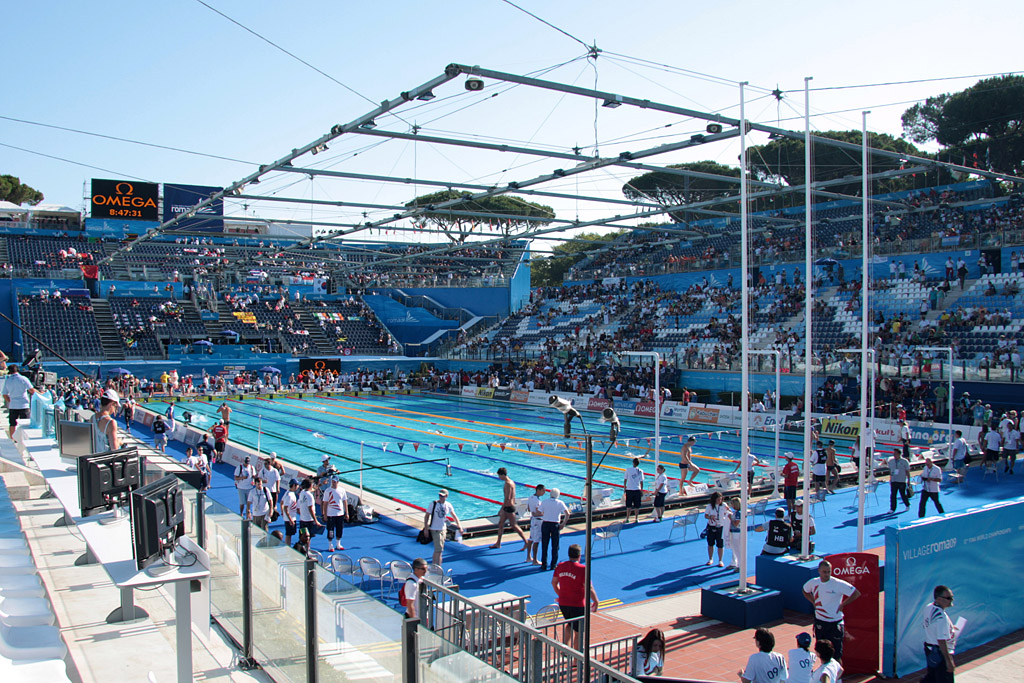
Campionat del Món de natació de 2009.

El Campionat del Món de natació de 2009 es va celebrar a Roma (Itàlia) del 17 de juliol al 2 d'agost de 2009 sota l'organització de la Federació Internacional de Natació (FINA).
Les proves dels 50 metres lliure femení es van celebrar amb els resultats següents:

## Rècords
Abans d'aquesta competició, el rècord mundial i del campionat existents eren els següents:
| Rècord mundial       | Marleen Veldhuis | 23,96 | Amsterdam, Països Baixos | 19 d'abril de 2009   |
| Récord del campionat | Inge de Bruijn   | 24,45 | Fukuoka, Japó            | 28 de juliol de 2001 |

## Resultats

### Semifinals[2]
| Pos. | Nom                    | País          | Temps | Sèrie | Carrer | Notes |
| ---- | ---------------------- | ------------- | ----- | ----- | ------ | ----- |
| 1    | Cate Campbell          | Austràlia     | 24,08 | 2     | 4      | RC    |
| 2    | Marleen Veldhuis       | Països Baixos | 24,20 | 1     | 5      |       |
| 3    | Britta Steffen         | Alemanya      | 24,28 | 2     | 3      |       |
| 4    | Amanda Weir            | Estats Units  | 24,31 | 2     | 5      |       |
| 5    | Therese Alshammar      | Suècia        | 24,32 | 1     | 4      |       |
| 6    | Lisbeth Trickett       | Austràlia     | 24,34 | 2     | 2      |       |
| 7    | Francesca Halsall      | Anglaterra    | 24,42 | 1     | 3      |       |
| 8    | Dara Torres            | Estats Units  | 24,43 | 2     | 6      |       |
| 9    | Malia Metella          | França        | 24,58 | 1     | 7      |       |
| 10   | Jeanette Ottesen       | Dinamarca     | 24,62 | 1     | 6      |       |
| 11   | Svetlana Khokhlova     | Belarús       | 24,69 | 1     | 8      |       |
| 12   | Aleksandra Gerasimenya | Belarús       | 24,69 | 2     | 7      |       |
| 13   | Victoria Poon          | Canadà        | 24,75 | 1     | 1      |       |
| 14   | Arlene Semeco          | Veneçuela     | 24,76 | 2     | 1      |       |
| 15   | Hinkelien Schreuder    | Països Baixos | 24,85 | 1     | 2      |       |
| 16   | Hanna-Maria Seppälä    | Finlàndia     | 25,09 | 2     | 8      |       |

### Final[3]
| Pos. | Nom               | País          | Temps | Carrer | Notes |
| ---- | ----------------- | ------------- | ----- | ------ | ----- |
| 1    | Britta Steffen    | Alemanya      | 23,73 | 3      | RM    |
| 2    | Therese Alshammar | Suècia        | 23,88 | 2      |       |
| 3    | Cate Campbell     | Austràlia     | 23,99 | 4      |       |
| 3    | Marleen Veldhuis  | Països Baixos | 23,99 | 5      |       |
| 5    | Francesca Halsall | Anglaterra    | 24,11 | 1      |       |
| 6    | Lisbeth Trickett  | Austràlia     | 24,19 | 7      |       |
| 7    | Amanda Weir       | Estats Units  | 24,23 | 6      |       |
| 8    | Dara Torres       | Estats Units  | 24,48 | 8      |       |